# A Dinasztiák epizódjainak listája
Ez a cikk a Dinasztiák című sorozat epizódjait listázza.

## Évados áttekintés
| Évad | Évad | Epizódok | Eredeti sugárzás   | Eredeti sugárzás     | Eredeti adó | Magyar sugárzás  | Magyar sugárzás  | Magyar adó |
| Évad | Évad | Epizódok | Évadpremier        | Évadfinálé           | Eredeti adó | Évadpremier      | Évadfinálé       | Magyar adó |
| ---- | ---- | -------- | ------------------ | -------------------- | ----------- | ---------------- | ---------------- | ---------- |
|      | 1    | 22       | 2017. október 11.  | 2018. május 11.      | The CW      | 2024. január 2.  | 2024. február 1. | Viasat 3   |
|      | 2    | 22       | 2018. október 12.  | 2019. május 24.      | The CW      | 2024. február 2. | 2024. március 4. | Viasat 3   |
|      | 3    | 20       | 2019. október 11.  | 2020. május 8.       | The CW      | 2024. március 5. | 2024. április 4. | Viasat 3   |
|      | 4    | 22       | 2021. május 7.     | 2021. október 1.     | The CW      | 2024. április 5. | 2024. május 7.   | Viasat 3   |
|      | 5    | 22       | 2021. december 20. | 2022. szeptember 16. | The CW      | 2024. május 8.   | 2024. június 7.  | Viasat 3   |

## Epizódok

### 1. évad (2017-2018)
| Sor. | Év. | Cím                                                                       | Rendező               | Író                                               | Premier                             | Nézettség   |
| ---- | --- | ------------------------------------------------------------------------- | --------------------- | ------------------------------------------------- | ----------------------------------- | ----------- |
| 1.   | 1.  | Rád sem ismerek (I Hardly Recognized You)                                 | Brad Silberling       | Sallie Patrick, Josh Schwartz és Stephanie Savage | 2017. október 11. 2024. január 2.   | 1,26 millió |
| 2.   | 2.  | Csak kibököd (Spit It Out)                                                | Michael A. Allowitz   | Sallie Patrick                                    | 2017. október 18. 2024. január 3.   | 0,92 millió |
| 3.   | 3.  | A bűntudat bizonytalanoknak való (Guilt is for Insecure People)           | Kellie Cyrus          | Ali Adler                                         | 2017. október 25. 2024. január 4.   | 0,72 millió |
| 4.   | 4.  | Privát, mint egy cirkusz (Private as a Circus)                            | Kevin Rodney Sullivan | Jenna Richman                                     | 2017. november 1. 2024. január 5.   | 0,74 millió |
| 5.   | 5.  | Céges céda (Company Slut)                                                 | Cherie Nowlan         | Christopher Fife                                  | 2017. november 8. 2024. január 8.   | 0,72 millió |
| 6.   | 6.  | Csak magamért élek (I Exist Only for Me)                                  | Lee Rose              | Kevin A. Garnett                                  | 2017. november 15. 2024. január 9.  | 0,64 millió |
| 7.   | 7.  | Hogy ízlik a keserűség? (A Taste of Your Own Medicine)                    | Matt Earl Beesley     | Jay Gibson                                        | 2017. november 29. 2024. január 10. | 0,64 millió |
| 8.   | 8.  | A legjobb dolgok az életben (The Best Things in Life)                     | Pascal Verschooris    | Francisca X. Hu                                   | 2017. december 6. 2024. január 11.  | 0,64 millió |
| 9.   | 9.  | Szemétségek (Rotten Things)                                               | Brad Silberling       | Paula Sabbaga                                     | 2017. december 13. 2024. január 12. | 0,69 millió |
| 10.  | 10. | Egy jól öltözött tarantula (A Well-Dressed Tarantula)                     | Kenny Leon            | Adele Lim                                         | 2018. január 17. 2024. január 15.   | 0,63 millió |
| 11.  | 11. | Nem felelek senkinek! (I Answer to No Man)                                | Steven A. Adelson     | Gladys Rodriguez                                  | 2018. január 24. 2024. január 16.   | 0,56 millió |
| 12.  | 12. | Ígéretek, amiket nem lehet betartani (Promises You Can't Keep)            | Norman Buckley        | Christopher Fife és Kevin A. Garnett              | 2018. január 31. 2024. január 17.   | 0,65 millió |
| 13.  | 13. | Még több probléma (Nothing But Trouble)                                   | Matt Earl Beesley     | Jenna Richman                                     | 2018. február 7. 2024. január 19.   | 0,65 millió |
| 14.  | 14. | Nem ugrálok kényedre-kedvedre! (The Gospel According to Blake Carrington) | Dawn Wilkinson        | Francisca X. Hu és Paula Sabbaga                  | 2018. március 9. 2024. január 22.   | 0,64 millió |
| 15.  | 15. | Most mi jövünk! (Our Turn Now)                                            | Matt Earl Beesley     | Libby Wells                                       | 2018. március 16. 2024. január 23.  | 0,60 millió |
| 16.  | 16. | Szegény gazdag kislány (Poor Little Rich Girl)                            | Kenny Leon            | Ali Adler és Jenna Richman                        | 2018. március 23. 2024. január 24.  | 0,63 millió |
| 17.  | 17. | Alexis betoppan (Enter Alexis)                                            | Jeff Byrd             | Sallie Patrick és Christopher Fife                | 2018. március 30. 2024. január 25.  | 0,69 millió |
| 18.  | 18. | Ne verd át a szélhámost! (Don't Con a Con Artist)                         | Carl Seaton           | Kevin A. Garnett és Paula Sabbaga                 | 2018. április 6. 2024. január 26.   | 0,71 millió |
| 19.  | 19. | Ki használ ki, kit? (Use or Be Used)                                      | Viet Nguyen           | Jake Coburn és Jay Gibson                         | 2018. április 20. 2024. január 29.  | 0,56 millió |
| 20.  | 20. | Idézet a múltból (A Line from the Past)                                   | Pascal Verschooris    | Jenna Richman és Francisca X. Hu                  | 2018. április 27. 2024. január 30.  | 0,68 millió |
| 21.  | 21. | Hitvány kis céda (Trashy Little Tramp)                                    | Brandi Bradburn       | Christopher Fife és Kevin A. Garnett              | 2018. május 4. 2024. január 31.     | 0,55 millió |
| 22.  | 22. | A semmiből újrakezdeni (Dead Scratch)                                     | Michael A. Allowitz   | Sallie Patrick és Libby Wells                     | 2018. május 11. 2024. február 1.    | 0,56 millió |

### 2. évad (2018-2019)
| Sor. | Év. | Cím                                                            | Rendező             | Író                                       | Premier                              | Nézettség   |
| ---- | --- | -------------------------------------------------------------- | ------------------- | ----------------------------------------- | ------------------------------------ | ----------- |
| 23.  | 1.  | Huszonhárom évvel később (Twenty-Three Skidoo)                 | Matt Earl Beesley   | Sallie Patrick és Christopher Fife        | 2018. október 12. 2024. február 2.   | 0,64 millió |
| 24.  | 2.  | Kígyó hajó (Ship of Vipers)                                    | Kenny Leon          | Josh Reims és Jenna Richman               | 2018. október 19. 2024. február 5.   | 0,61 millió |
| 25.  | 3.  | A komornyik volt (The Butler Did It)                           | Pascal Verschooris  | David M. Israel és Paula Sabbaga          | 2018. október 26. 2024. február 6.   | 0,56 millió |
| 26.  | 4.  | Ha befagy a pokol (Snowflakes in Hell)                         | Mary Lou Belli      | Francisca X. Hu és Audrey Villalobos Karr | 2018. november 2. 2024. február 7.   | 0,55 millió |
| 27.  | 5.  | A kelyhek királynője (Queen of Cups)                           | Jeff Byrd           | Kevin A. Garnett és Jay Gibson            | 2018. november 9. 2024. február 8.   | 0,60 millió |
| 28.  | 6.  | Az a boszorkány (The Witch)                                    | Tessa Blake         | Josh Reims és Libby Wells                 | 2018. november 16. 2024. február 9.  | 0,66 millió |
| 29.  | 7.  | Átmeneti kártevők (A Temporary Infestation)                    | Michael A. Allowitz | Jenna Richman                             | 2018. november 30. 2024. február 12. | 0,63 millió |
| 30.  | 8.  | Ösztönösen a toroknak (A Real Instinct for the Jugular)        | Matt Earl Beesley   | David M. Israel és Francisca X. Hu        | 2018. december 7. 2024. február 13.  | 0,56 millió |
| 31.  | 9.  | Őrült nő (Crazy Lady)                                          | Melanie Mayron      | Christopher Fife és Paula Sabbaga         | 2018. december 21. 2024. február 14. | 0,63 millió |
| 32.  | 10. | Pezsgő hangulat (A Champagne Mood)                             | Michael A. Allowitz | Josh Reims és Kevin A. Garnett            | 2019. január 18. 2024. február 15.   | 0,59 millió |
| 33.  | 11. | Rád sem bírok nézni (The Sight of You)                         | Matt Earl Beesley   | David M. Israel és Aubrey Villalobos Karr | 2019. január 25. 2024. február 16.   | 0,58 millió |
| 34.  | 12. | Piszkos játékok (Filthy Games)                                 | Geary McLeod        | Francisca X. Hu és Libby Wells            | 2019. február 1. 2024. február 19.   | 0,60 millió |
| 35.  | 13. | Még a férgek is szaporodnak (Even Worms Can Procreate)         | Viet Nguyen         | Christopher Fife és Jay Gibson            | 2019. február 8. 2024. február 20.   | 0,61 millió |
| 36.  | 14. | Egy párizsi legenda szerint... (Parisian Legend Has It...)     | Pascal Verschooris  | Sallie Patrick és Jenna Richman           | 2019. március 15. 2024. február 21.  | 0,47 millió |
| 37.  | 15. | Anyai túlféltés (Motherly Overprotectiveness)                  | Brandi Bradburn     | David M. Israel és Paula Sabbaga          | 2019. március 22. 2024. február 22.  | 0,55 millió |
| 38.  | 16. | Szánalmasan hálátlan férfiak (Miserably Ungrateful Men)        | Jeff Byrd           | Garrett Oakley és Bryce Schramm           | 2019. március 29. 2024. február 23.  | 0,52 millió |
| 39.  | 17. | Hogy lehetsz ilyen kétszínű? (How Two-Faced Can You Get)       | Joanna Kerns        | Christopher Fife és Kevin A. Garnett      | 2019. április 19. 2024. február 26.  | 0,55 millió |
| 40.  | 18. | Az élet egy álarcos bál (Life is a Masquerade Party)           | Jeff Byrd           | Josh Reims és Aubrey Villalobos Karr      | 2019. április 26. 2024. február 27.  | 0,49 millió |
| 41.  | 19. | Van ez a betegség (This Illness of Mine)                       | Matt Earl Beesley   | Francisca X. Hu és Jay Gibson             | 2019. május 3. 2024. február 28.     | 0,39 millió |
| 42.  | 20. | Új asszony a városban (New Lady in Town)                       | Elodie Keene        | David M. Israel                           | 2019. május 10. 2024. február 29.    | 0,42 millió |
| 43.  | 21. | Erősebb, mint a pénz szava (Thicker Than Money)                | Ken Fink            | Jenna Richman és Kevin A. Garnett         | 2019. május 17. 2024. március 1.     | 0,47 millió |
| 44.  | 22. | Csalás, féltékenység, hazugság (Deception, Jealousy, and Lies) | Michael A. Allowitz | Christopher Fife és Paula Sabbaga         | 2019. május 24. 2024. március 4.     | 0,53 millió |

### 3. évad (2019-2020)
| Sor. | Év. | Cím                                                                                    | Rendező             | Író                    | Premier                              | Nézettség   |
| ---- | --- | -------------------------------------------------------------------------------------- | ------------------- | ---------------------- | ------------------------------------ | ----------- |
| 45.  | 1.  | A bűnbánó utazás (Guilt Trip to Alaska)                                                | Michael A. Allowitz | Josh Reims             | 2019. október 11. 2024. március 5.   | 0,45 millió |
| 46.  | 2.  | Az óvatosság nem nyer háborút (Caution Never Won a War)                                | Melanie Mayron      | David M. Israel        | 2019. október 18. 2024. március 6.   | 0,41 millió |
| 47.  | 3.  | Szélmalomharc (Wild Ghost Chase)                                                       | Jeff Byrd           | Christopher Fife       | 2019. október 25. 2024. március 7.   | 0,42 millió |
| 48.  | 4.  | Kétségbeesve (Something Desperate)                                                     | Kenny Leon          | Jenna Richman          | 2019. november 1. 2024. március 8.   | 0,35 millió |
| 49.  | 5.  | Anya? A La Mirage-ban vagyok (Mother? I'm at La Mirage)                                | Brandi Bradburn     | Liz Sczudlo            | 2019. november 8. 2024. március 11.  | 0,35 millió |
| 50.  | 6.  | Kimerített memória (A Used Up Memory)                                                  | Matt Earl Beesley   | Kevin A. Garnett       | 2019. november 15. 2024. március 12. | 0,38 millió |
| 51.  | 7.  | Csípőből tüzelni (Shoot from the Hip)                                                  | Geoff Shotz         | Paula Sabbaga          | 2019. november 22. 2024. március 13. | 0,44 millió |
| 52.  | 8.  | A szenzációs Blake Carrington tárgyalás (The Sensational Blake Carrington Trial)       | Melanie Mayron      | Francisca X. Hu        | 2019. december 6. 2024. március 14.  | 0,37 millió |
| 53.  | 9.  | Az én pezsgőm ne legyen fagyott! (The Caviar, I Trust, Is Not Burned)                  | Jeff Byrd           | Aubrey Villalobos Karr | 2020. január 17. 2024. március 18.   | 0,34 millió |
| 54.  | 10. | Miféle bánatot fojtasz el? (What Sorrows Are You Drowning?)                            | Pascal Verschooris  | Libby Wells            | 2020. január 24. 2024. március 19.   | 0,34 millió |
| 55.  | 11. | A seb, mely talán sosem gyógyul be (A Wound That May Never Heal)                       | Brandi Bradburn     | Bryce Schramm          | 2020. január 31. 2024. március 20.   | 0,34 millió |
| 56.  | 12. | Ha harc, hát legyen harc (Battle Lines)                                                | Matt Earl Beesley   | Christopher Fife       | 2020. február 7. 2024. március 21.   | 0,31 millió |
| 57.  | 13. | A legtöbb dolgot fekete-fehérben látod (You See Most Things in Terms of Black & White) | Heather Tom         | David M. Israel        | 2020. február 21. 2024. március 22.  | 0,32 millió |
| 58.  | 14. | Az a fránya mostohaanya (That Wicked Stepmother)                                       | Brandi Bradburn     | Garrett Oakley         | 2020. február 28. 2024. március 25.  | 0,34 millió |
| 59.  | 15. | Fel a fára (Up a Tree)                                                                 | Andi Behring        | Jenna Richman          | 2020. március 27. 2024. március 26.  | 0,32 millió |
| 60.  | 16. | A ház állja az új műtétet? (Is the Next Surgery on the House?)                         | Michael A. Allowitz | Liz Sczudlo            | 2020. április 3. 2024. március 27.   | 0,32 millió |
| 61.  | 17. | Törölve (She Cancelled...)                                                             | Pascal Verschooris  | Kevin A. Garnett       | 2020. április 10. 2024. március 28.  | 0,38 millió |
| 62.  | 18. | Kinek a pap, kinek a paplan (You Make Being a Priest Sound Like Something Bad)         | Elodie Keene        | Aubrey Villalobos Karr | 2020. április 17. 2024. április 2.   | 0,30 millió |
| 63.  | 19. | A hős megmentő (Robin Hood Rescues)                                                    | Jeff Byrd           | Paula Sabbaga          | 2020. május 1. 2024. április 3.      | 0,32 millió |
| 64.  | 20. | Másnaposok (My Hangover's Arrived)                                                     | Gina Lamar          | Francisca X. Hu        | 2020. május 8. 2024. április 4.      | 0,37 millió |

### 4. évad (2021)
| Sor. | Év. | Cím                                                                                 | Rendező             | Író                            | Premier                                | Nézettség   |
| ---- | --- | ----------------------------------------------------------------------------------- | ------------------- | ------------------------------ | -------------------------------------- | ----------- |
| 65.  | 1.  | Az a szerencsétlen vacsora (That Unfortunate Dinner)                                | Michael A. Allowitz | Libby Wells                    | 2021. május 7. 2024. április 5.        | 0,24 millió |
| 66.  | 2.  | Az eskü még mindig szent (Vows Are Still Sacred)                                    | Michael A. Allowitz | Josh Reims és Jenna Richman    | 2021. május 14. 2024. április 8.       | 0,25 millió |
| 67.  | 3.  | Utóhatás (The Aftermath)                                                            | Pascal Verschooris  | Christopher Fife               | 2021. május 21. 2024. április 9.       | 0,24 millió |
| 68.  | 4.  | Mindenki szereti a Carringtonokat (Everybody Loves the Carringtons)                 | Andi Behring        | David M. Israel                | 2021. május 28. 2024. április 10.      | 0,19 millió |
| 69.  | 5.  | Új remények, új kezdetek (New Hopes, New Beginnings)                                | Geary McLeod        | Jason Ganzel                   | 2021. június 4. 2024. április 11.      | 0,23 millió |
| 70.  | 6.  | Apa-lánya beszélgetés (A Little Father-Daughter Chat)                               | Star Barry          | Aubrey Villalobos Karr         | 2021. június 11. 2024. április 12.     | 0,25 millió |
| 71.  | 7.  | A szülinapi parti (The Birthday Party)                                              | Kenny Leon          | Katrina Cabrera Ortega         | 2021. június 18. 2024. április 15.     | 0,28 millió |
| 72.  | 8.  | A beteg és öncélú bosszúd (Your Sick and Self-Serving Vendetta)                     | Melanie Mayron      | Libby Wells                    | 2021. június 25. 2024. április 16.     | 0,23 millió |
| 73.  | 9.  | Egyenlő jogokat a gazdagoknak (Equal Justice for the Rich)                          | Melanie Mayron      | Bryce Schramm                  | 2021. július 2. 2024. április 17.      | 0,20 millió |
| 74.  | 10. | Sajnálom, hogy elrontom az emlékeidet (I Hate to Spoil Your Memories)               | Ayoka Chenzira      | Elaine Loh                     | 2021. július 16. 2024. április 18.     | 0,26 millió |
| 75.  | 11. | Nyílt fórum a hazugságainak (A Public Forum for Her Lies)                           | Jay Karas           | Liz Sczudlo                    | 2021. július 23. 2024. április 19.     | 0,25 millió |
| 76.  | 12. | Minden, csak nem a valósággal való szembenézés (Everything but Facing Reality)      | Brandi Bradburn     | Garrett Oakley                 | 2021. július 30. 2024. április 22.     | 0,26 millió |
| 77.  | 13. | Menj, és ments meg valaki mást! (Go Rescue Someone Else)                            | Heather Tom         | Josh Reims és Christopher Fife | 2021. augusztus 6. 2024. április 23.   | 0,25 millió |
| 78.  | 14. | De nekem nem kell terápia! (But I Don't Need Therapy)                               | Brandi Bradburn     | Aubrey Villalobos Karr         | 2021. augusztus 13. 2024. április 24.  | 0,33 millió |
| 79.  | 15. | Olyan Penthouse-ban él, akár egy kiállítóterem (She Lives in a Showplace Penthouse) | Heather Tom         | Katrina Cabrera Ortega         | 2021. augusztus 20. 2024. április 25.  | 0,29 millió |
| 80.  | 16. | Jönnek a britek (The British Are Coming)                                            | Grant Show          | David M. Israel                | 2021. augusztus 27. 2024. április 26.  | 0,18 millió |
| 81.  | 17. | Megmosolyogtatnak a csillagok (Stars Make You Smile)                                | Michael A. Allowitz | Jason Ganzel                   | 2021. szeptember 3. 2024. április 29.  | 0,22 millió |
| 82.  | 18. | Minden értelemben egy jó házasság (A Good Marriage in Every Sense)                  | Elizabeth Gillies   | Bryce Schramm                  | 2021. szeptember 10. 2024. április 30. | 0,26 millió |
| 83.  | 19. | Minden csodaszép, Joseph (Everything Looks Wonderful, Joseph)                       | Brandon Lott        | Libby Wells                    | 2021. szeptember 17. 2024. május 2.    | 0,25 millió |
| 84.  | 20. | Te aljas, szánalmas hazug (You Vicious, Miserable Liar)                             | Robbie Countryman   | Elaine Loh                     | 2021. szeptember 24. 2024. május 3.    | 0,30 millió |
| 85.  | 21. | Az állam és a szív ügyei (Affairs of State and Affairs of the Heart)                | Geoff Shotz         | Liz Sczudlo                    | 2021. szeptember 24. 2024. május 6.    | 0,21 millió |
| 86.  | 22. | Trükkök és fortélyok (Filled with Manipulations and Deceptions)                     | Pascal Verschooris  | Josh Reims és Garrett Oakley   | 2021. október 1. 2024. május 7.        | 0,22 millió |

### 5. évad (2021-2022)
| Sor. | Év. | Cím                                                                                  | Rendező             | Író                               | Premier                              | Nézettség   |
| ---- | --- | ------------------------------------------------------------------------------------ | ------------------- | --------------------------------- | ------------------------------------ | ----------- |
| 87.  | 1.  | Kezdjük elölről! (Let's Start Over Again)                                            | Michael A. Allowitz | Christopher Fife                  | 2021. december 20. 2024. május 8.    | 0,38 millió |
| 88.  | 2.  | Ünnepi hangulat (That Holiday Spirit)                                                | Kenny Leon          | Aubrey Villalobos Karr            | 2021. december 20. 2024. május 9.    | 0,31 millió |
| 89.  | 3.  | Milyen volt az igazgatósági ülés? (How Did the Board Meeting Go?)                    | Pascal Verschooris  | David M. Israel                   | 2022. március 11. 2024. május 10.    | 0,25 millió |
| 90.  | 4.  | Fogd a lovadat! (Go Catch Your Horse)                                                | Star Barry          | Libby Wells                       | 2022. március 18. 2024. május 13.    | 0,28 millió |
| 91.  | 5.  | Egy kis móka nem árthat (A Little Fun Wouldn't Hurt)                                 | Andi Behring        | Elaine Loh                        | 2022. március 25. 2024. május 14.    | 0,20 millió |
| 92.  | 6.  | Egyre jobban utállak (Devoting All of Her Energy to Hate)                            | Brandi Bradburn     | Liz Sczudlo                       | 2022. április 1. 2024. május 15.     | 0,23 millió |
| 93.  | 7.  | Egy igazi színésznő el tudná játszani (A Real Actress Could Do It)                   | Ayoka Chenzira      | Bryce Schramm                     | 2022. április 8. 2024. május 16.     | 0,28 millió |
| 94.  | 8.  | Csak a győzelem számít (The Only Thing That Counts Is Winning)                       | Heather Tom         | Chris Erric Maddox                | 2022. április 15. 2024. május 17.    | 0,26 millió |
| 95.  | 9.  | Baráti csók, barátok között (A Friendly Kiss Between Friends)                        | SM Main-Muñoz       | Garrett Oakley                    | 2022. április 29. 2024. május 21.    | 0,22 millió |
| 96.  | 10. | Törődj a saját dolgoddal! (Mind Your Own Business)                                   | Heather Tom         | Katrina Cabrera Ortega            | 2022. május 6. 2024. május 22.       | 0,21 millió |
| 97.  | 11. | Szavak nélkül imádkozni (I'll Settle for a Prayer)                                   | Brandi Bradburn     | India Sage Wilson                 | 2022. május 13. 2024. május 23.      | 0,20 millió |
| 98.  | 12. | Csak semmi pánik (There's No Need to Panic)                                          | Robin Givens        | David M. Israel                   | 2022. május 20. 2024. május 24.      | 0,21 millió |
| 99.  | 13. | A teknősökkel suttogó (Do You Always Talk to Turtles)                                | Andi Behring        | Malcolm Boomer és Chava Friedberg | 2022. május 27. 2024. május 27.      | 0,23 millió |
| 100. | 14. | Bosszú (Vicious Vendetta)                                                            | Pascal Verschooris  | Josh Reims és Christopher Fife    | 2022. június 3. 2024. május 28.      | 0,23 millió |
| 101. | 15. | Ben (Ben)                                                                            | Brandon Lott        | Bryce Schramm                     | 2022. június 24. 2024. május 29.     | 0,25 millió |
| 102. | 16. | Az én családom, az én vérem (My Family, My Blood)                                    | Robbie Countryman   | Elaine Loh                        | 2022. július 1. 2024. május 30.      | 0,22 millió |
| 103. | 17. | Senki sincs, aki látná, amint megfulladsz (There's No One Around to Watch You Drown) | Grant Show          | Liz Sczudlo                       | 2022. július 8. 2024. május 31.      | 0,28 millió |
| 104. | 18. | Kétes tehetségű író (A Writer of Dubious Talent)                                     | Heather Tom         | Katrina Cabrera Ortega            | 2022. augusztus 5. 2024. június 3.   | 0,24 millió |
| 105. | 19. | Botrányos csodaszer? (But a Drug Scandal?)                                           | Elizabeth Gillies   | Aubrey Villalobos Karr            | 2022. augusztus 12. 2024. június 4.  | 0,22 millió |
| 106. | 20. | Előbb emberrablás, aztán rablás (First Kidnapping and Now Theft)                     | Pat Santana         | Chris Erric Maddox                | 2022. szeptember 2. 2024. június 5.  | 0,18 millió |
| 107. | 21. | Még több hatalmat neki! (More Power to Her)                                          | Michael A. Allowitz | Libby Wells                       | 2022. szeptember 9. 2024. június 6.  | 0,17 millió |
| 108. | 22. | Finálé (Catch 22)                                                                    | Pascal Verschooris  | Josh Reims és Garrett Oakley      | 2022. szeptember 16. 2024. június 7. | 0,19 millió |